# Brevoxathres fasciata
Brevoxathres fasciata là một loài bọ cánh cứng trong họ Cerambycidae.